# 반옌 락깬
반옌 락깬(태국어: บานเย็น รากแก่น 1952년 10월 14일 ~ )은 태국의 머람, 룩퉁가수이다.

## 어린 시절
우본랏차타니의 계약자 아버지와 주부 어머니에게서 태어난 반옌은 항상 보컬 선물을 받았다. 그녀의 이모를 일으킨 머람 마스터 누위앙 깨우쁘라씃 (หนูเวียง แก้วประเสริฐ),훈련에 관심을 가지다 누위앙이 그녀의 노래를 듣기도 전에 반옌. 그녀가 14살이었을 때 그녀는 이모와 함께 노래와 춤을 공부했다.
랑씨만 후에 강력하고 대중적인, 전설적인 머람팀이 전화를 걸었다. 마스터 텅캄 펭디 (ทองคำ เพ็งดี) 은 새로운 여자를 찾고 있었는데 반옌이 모집되었다. 반옌은 그녀가 랑씨만과 함께 공연했을 때 유명해졌다.
그녀는 또한 국립 아티스트의 학생이다. 마스터 차위완 담는 (ชวีวรรณ ดำเนิน)
반옌은 최초의 국가 머람스타였다. 1980년대 텔레비전에 출연 한 그는 북동부 심장부 너머의 관중들에게 형식을 가져왔다. 그녀는 전통과 현대 머람의 격차를 해소했다. 일반적으로 전통 의상에 등장하지만 전기 악기를 사용하고 룩퉁및 댄스에 영향을 미치는 노래를 부른다.
그녀는 세 자녀 애니 락깬 (แอนนี่ รากแก่น), 캔다 락깬 (แคนดี้ รากแก่น)과 토니 락깬 (โทนี่ รากแก่น)가 있다. 반옌은 나중에 그녀의 남편에서 분리, 그들이 자란 곳 그는, 호주에 그녀의 세 아이를 했다. 그녀는 태국 공동체를 위해 정기적으로 공연하기 위해 미국에 갔다. 그녀의 자녀와 손자는 이제 방콕에 산다, 그녀를 허용하는 것은 맹목적으로 사랑하는 어머니와 할머니를 한다.
그녀는 또한 딸과 협력했고, 현대 음악과 응용 및 전통적인 머람을 혼합 한 팝 록 그룹의. 반옌은 전통적인 부분을 처리한다.

## 작품
- 1999: ลำเพลินแดนอีสาน (CD, Album) (1999)
- 2001: ลำเพลินกล่อมโลก (CD, Album) (2001)
- 2010: Ruam Pleng Dunk 16 Pleng Hit (CD, Comp) (2010)
- 2018: บานเย็น รากแก่น = Banyen Rakkaen* - ลำเพลินระดับโลก - Lam Phloen World-class: The Essential Banyen Rakkaen (LP, Comp, RM) (CD, Comp)